# Echinocyamidae
De Echinocyamidae zijn een familie van zee-egels (Echinoidea) uit de orde Clypeasteroida.

## Geslachten
- Echinocyamus van Phelsum, 1774
- Leniechinus Kier, 1968 †
- Mortonia Gray, 1851